# 이정암
이정암(李廷馣, 1541년 ~ 1600년)은 조선 중기의 문신으로 임진왜란 당시 황해도에서 의병을 모아 연안성을 지켰다.
본관은 경주, 자는 중훈, 호는 사류재와 퇴우당, 월당이고 시호는 충목이다. 1558년 진사가 되어 1561년 식년문과에 병과로 급제해 정자와 주서를 거쳐 1578년 양주시 목사가 되었다. 이후에 장령, 사성, 장악원정을 거쳐 1587년 동래 부사가 되고 대사간, 승지, 이조참의를 지냈다.
1592년 임진왜란 당시 선조를 호종하고 개성을 방어했으며 개성이 함락당하자 황해도로 후퇴해 의병들을 모아 활약해 황해도초토사가 되었다. 그리고 연안 전투에서 일본군 3,000명을 격파해 경기도관찰사 겸 순찰사로 임명되어 병조참판에 승진하였다.
1593년 전라도관찰사, 1596년 충청도관찰사로 이몽학의 난을 진압했으며 죄수를 임의로 처벌해서 파직당했다가 황해도관찰사로 기용되어 도순찰사를 겸하였다.
1597년 정유재란 때에는 다시 황해도초토사가 되어 또다시 연안을 방어했고 전란 평정 후 사퇴하였다.
사후 1604년 연안 수비 공으로 선무공신 2등으로 월천부원군에 추봉되고 연안의 현충사에도 제향되었으며 좌의정에 추증되었다.
저서로는 《상례초》, 《사류재집》, 《서정일록》, 《왜변초》 등이 있다.

## 관련 작품

### 드라마
- 《왕의 얼굴》 (MBC, 2014년~2015년, 배우:박정학)

## 같이 보기
- 한국의 역사